# آئویاما

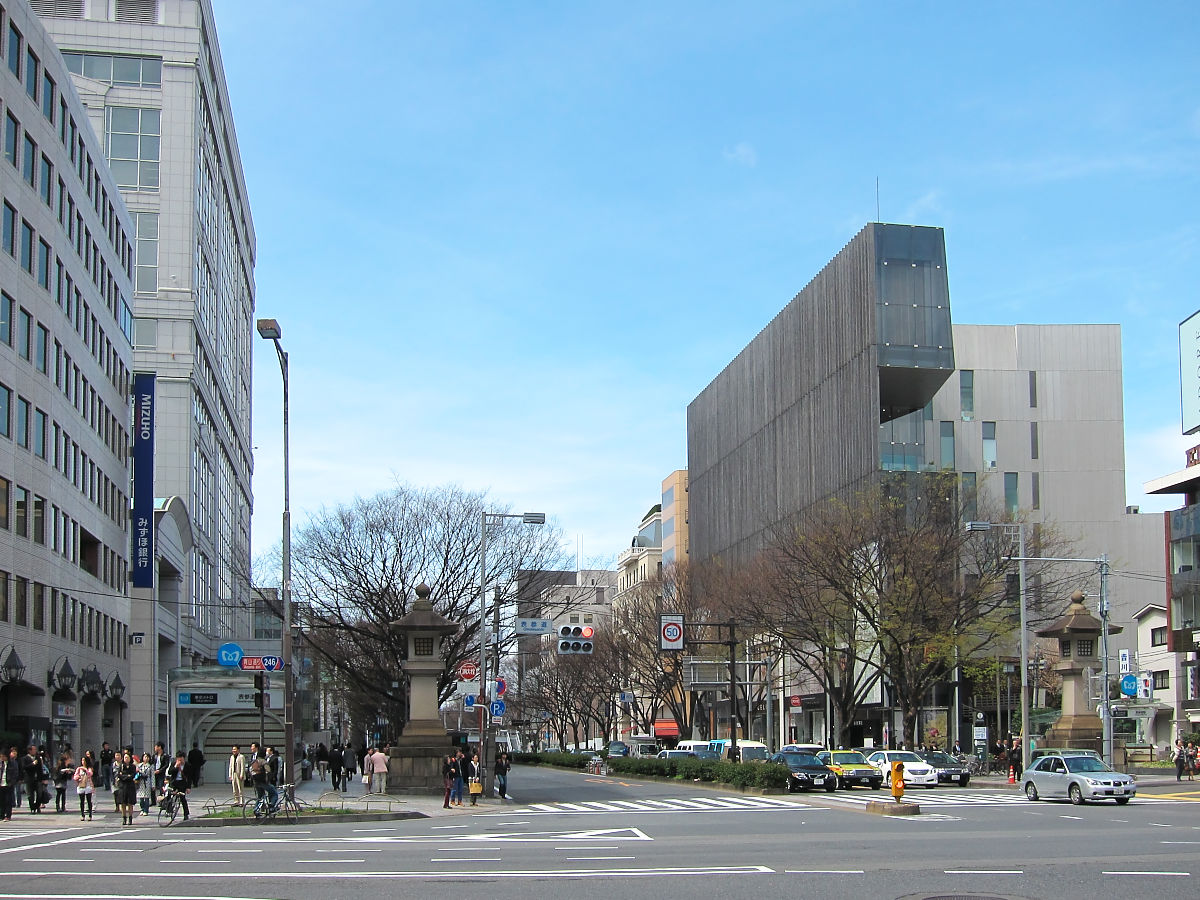
آئویاما-اوموته‌ساندو

آئویاما (به ژاپنی: 青山 Aoyama) یکی از محله‌های توکیو پایتخت ژاپن است که در منطقهٔ میناتو و در مجاورت اوموته‌ساندو و روپونگی واقع شده‌است. قسمت شمالی آئویاما به سه محله و قسمت جنوبی به هفت محلهٔ کوچکتر تقسیم می‌شود.

## آئویاما
- گایئن

## دسترسی
- ایستگاه اوموته‌ساندو
  - متروی توکیو، خط گینزا
  - متروی توکیو، خط چیودا
  - متروی توکیو، خط هانزومون
- ایستگاه گایئن مائه
  - متروی توکیو، خط گینزا G 03
- ایستگاه آئویاما ایچومه
  - متروی توکیو، خط گینزا G 04
  - متروی توکیو، خط هانزومون Z 03
  - متروی توئی، خط اوادو E 24